# Piątnica Poduchowna

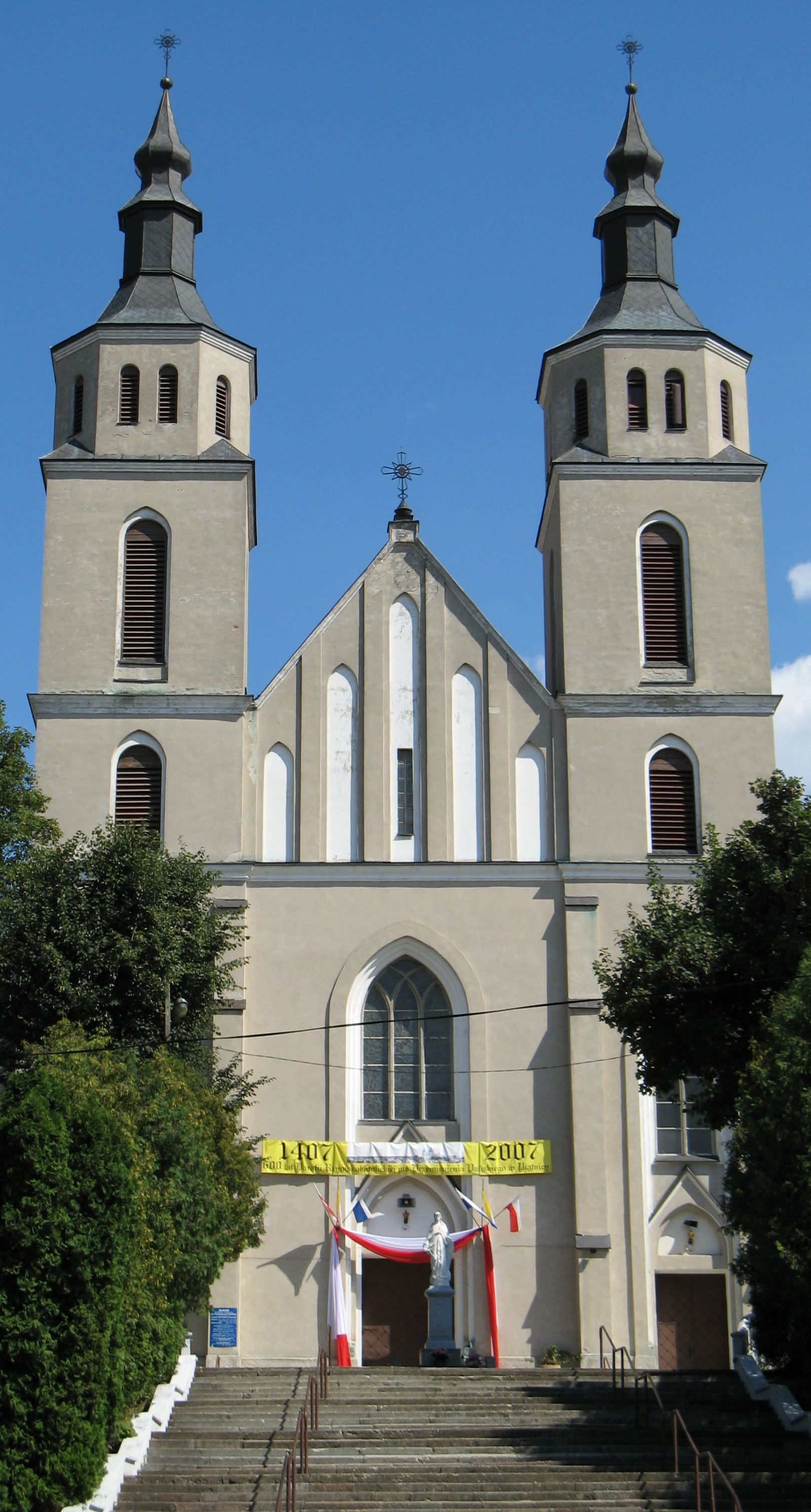
Kristi förklarings kyrka i Piątnica.

Piątnica (till 1999: Piątnica Poduchowna) är en by i Podlasiens vojvodskap i nordöstra Polen. Piątnicas anor går tillbaka till 1300-talet. 